# Éristale de Gates
Eristalis gatesi
Espèce
L'éristale de Gates (Eristalis gatesi) est une espèce d'insectes diptères brachycères de la famille des Syrphidae.

## Distribution
Cette espèce est endémique de la forêt costaricaine.

## Étymologie
Son nom d'espèce, gatesi, lui a été donné en l'honneur de Bill Gates, cofondateur de la société Microsoft en reconnaissance de sa contribution dans la « révolution PC ».
Un autre insecte a été nommé en l'honneur de Paul Allen, l'associé de Bill Gates, l'éristale d'Allen (Eristalis alleni).

## Publication originale
- (en) Thompson, 1997 : « Revision of the Eristalis Flower Flies (Diptera: Surphidae) of the Americas South of the United States », Proceedings of the Entomological Society of Washington vol. 99, n. 2, p. 209-237 (texte intégral).